# Gerardo Morán
Víctor Gerardo Morán Arciniegas (Caluma, Bolívar, 2 de diciembre de 1968) es un cantante de tecnocumbia ecuatoriano, también conocido como El Más Querido.

## Biografía
Nació el 2 de diciembre de 1968 en San Pablo de Pita, cantón Caluma, Bolívar, Ecuador. Aprendió a temprana edad a tocar la guitarra e inició en el canto a través de concursos de aficionados a la edad de 8 años.

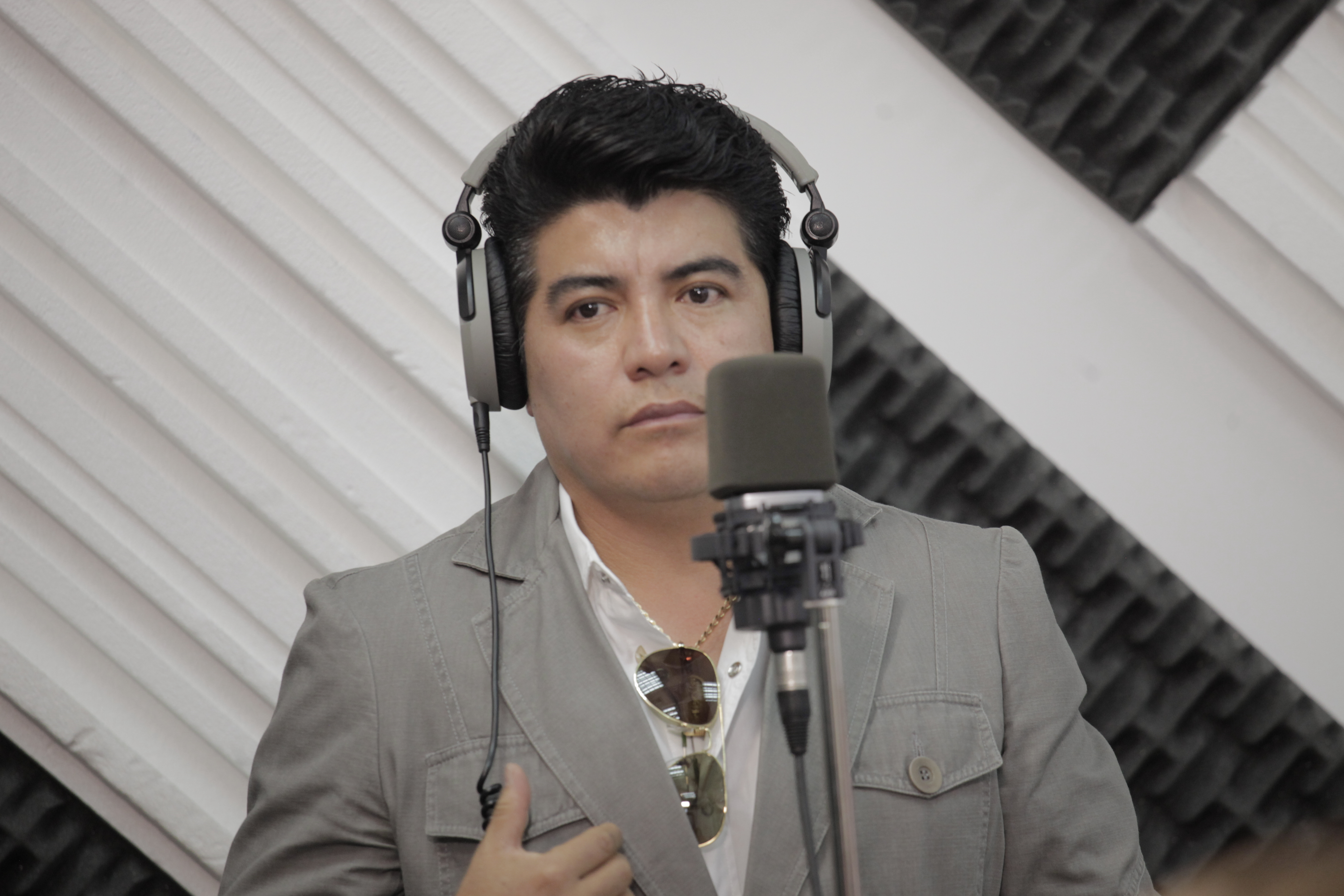
Gerardo Morán - Ayudatón por la Reconstrucción

### Carrera musical
Su carrera profesional inicia en 1985, a los 17 años cuando sacó su primer disco con temas como 17 años y Hay que saber amar con gran aceptación.
Su producción discográfica de 1987 la realizó con el género  de  música rocola, sin embargo no tuvo tanto éxito.
En el año 2000 lanza su segunda producción discográfica con la que logra posicionarse en el mercado con su tema símbolo, En vida, teniendo gran éxito entre sus presentaciones, y con el cual es conocido por todos como El más querido.
En 2013 canta junto a Jesús Fichamba en un evento de inauguración de la Plaza Colón de la ciudad de Machala.
En 2014 lanzó sus temas Linda Guambra, Adiós y Negra del Alma, y compartió escenario con Romeo Santos y Américo.
En 2020, colabora con el youtuber y cantante Kike Jav con el tema "Qué Más Yerno Querías"

### Carrera política
Fue elegido asambleísta por Bolívar en el periodo de  2009-2013.

### Vida personal
Está casado y tiene dos hijas, Kerly y Dayana y dos hijos, Jhair y Jehosua Gerardo, que son gemelos.
En 2015 estuvo envuelto en una polémica legal con la cantante Jenny Paola Romero Guerrero quien aseguraba que fue amante de Gerardo y que producto de dicho romance tuvo gemelas de las cuales una de sus hijas falleció al nacer. Una de sus hijas actualmente viva Maria Celeste Morán Romero.

## Popularidad
En 2016 se estrenó en Ecuavisa una miniserie llamada El más querido, la cual trataba de la vida de Gerardo Morán, sus inicios en la música y sus amores, siendo protagonizada por el actor Santiago Carpio.